# Металопрокатний завод у Костанаї
Металопрокатний завод у Костанаї – підприємство металургійної галузі, майданчик якого знаходиться на півночі Казахстану в місті Костанай.
Проект реалізувала компанія «Evraz Caspian Steel», власниками якої є російський металургійний холдинг Evraz (65%) та компанія «Caspian Group» (35%).
Завод, що став до ладу в 2013 році, має потужність у 450 тисяч тон будівельної арматури на рік. Необхідну для роботи прокатного стану сортову заготовку мають постачати підприємства групи Evraz (передусім Західно-Сибірський металургійний комбінат).